# Sainte-Brigitte
Pour les articles homonymes, voir Sainte Brigitte.
Sainte-Brigitte [sɛ̃tbʁiʒit] est une commune française située en Argoat dans le pays du Kost ar c'hoad, dans le département du Morbihan en région Bretagne.

## Toponymie
Le nom de la commune en breton est Berc'hed ou Santez Berch'hed en référence à Brigitte de Kildare, abbesse et patronne de l'Irlande,.

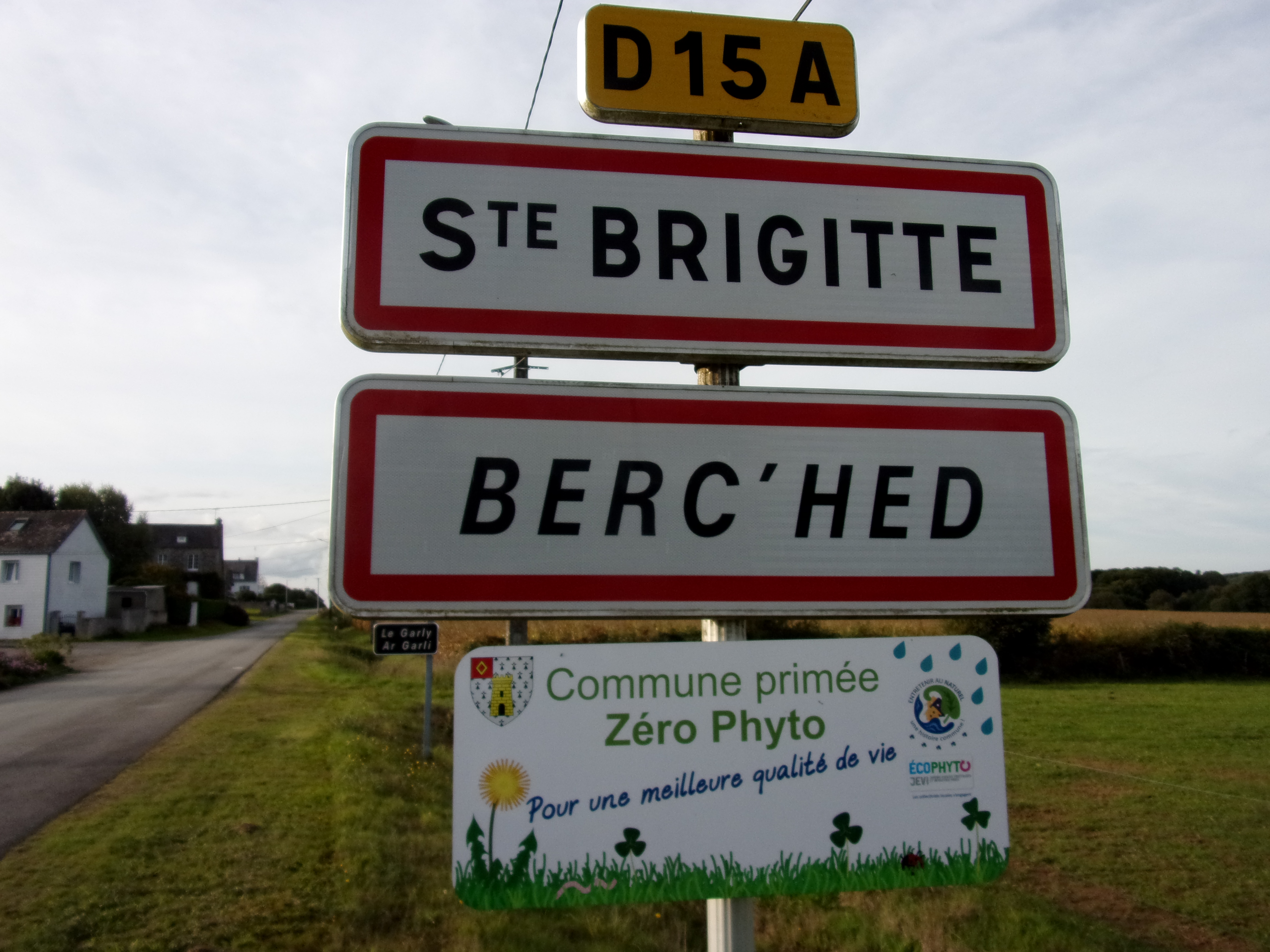
Panneau d'entrée d'agglomération bilingue de Sainte-Brigitte

## Géographie

### Situation
La commune de Sainte-Brigitte se trouve dans le nord du département du Morbihan, à la limite avec le département des Côtes-d'Armor, à 15 km au nord-ouest de Pontivy et à 62 km au nord-ouest de Vannes.
|                      | Saint-Gelven Côtes-d'Armor |              |
| Perret Côtes-d'Armor | Sainte-Brigitte            | Saint-Aignan |
| Silfiac              |                            | Cléguérec    |

La commune de Sainte-Brigitte appartient par ses traditions au pays Bro Kost ar c'hoad (en Argoat), pays qui englobe également les trois communes voisines de Gouarec, Plélauff et Perret. Ce  pays doit son nom  à la présence de la vaste forêt de Quénécan. Bro Kost ar c'hoad signifie en effet en français le pays à côté du bois. Ce pays traditionnel a donné son nom à une danse bretonne traditionnelle, une gavotte en 8 temps.

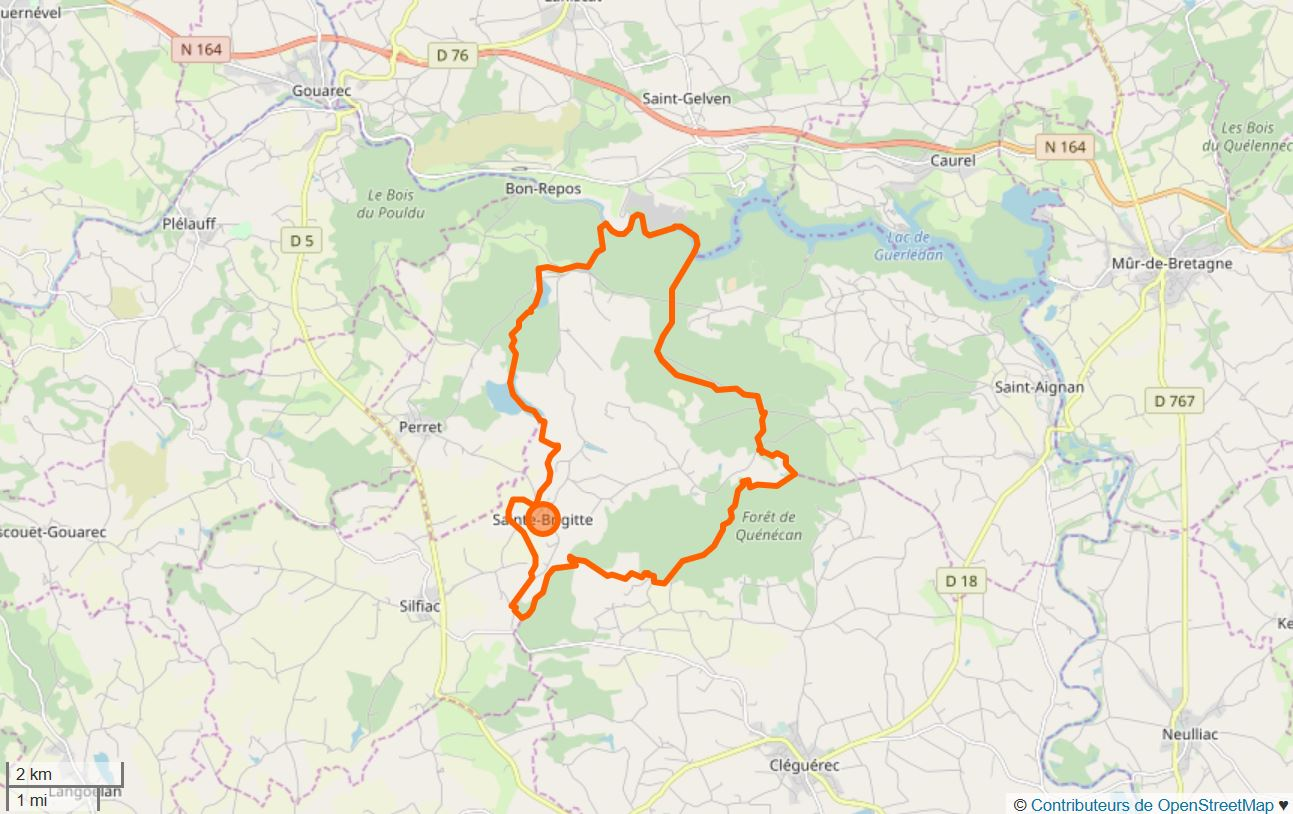
Carte de la commune (contours en orange) et des communes voisines.

### Paysage et relief

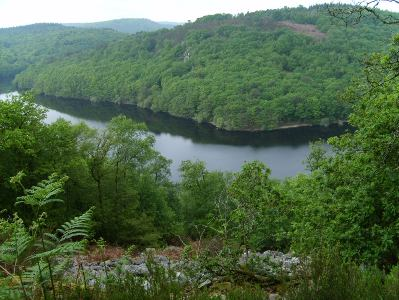
Le Lac de Guerlédan et la Forêt de Quénécan.

La commune de Sainte-Brigitte est vallonnée. Son territoire s'étage en effet entre 120 m (lac de Guerlédan) et 286 m d'altitude (relief situé à l'extrémité sud de la commune ne portant pas de nom). La forêt de Quénécan s'étend sur une bonne partie de son territoire. Celle-ci est parfois surnommée la Petite Suisse bretonne en raison de son relief bosselé. La commune de Sainte-Brigitte est la commune la moins densément peuplée du département du Morbihan avec seulement 10 hab./km2. C'est aussi l'une des plus boisées avec 1 075 ha de bois pour une superficie totale de 1 774 ha, soit un taux de boisement de 60 %.
| - Carte topographique de la commune de Sainte-Brigitte. |

### Cadre géologique

Carte géologique du Massif armoricain.

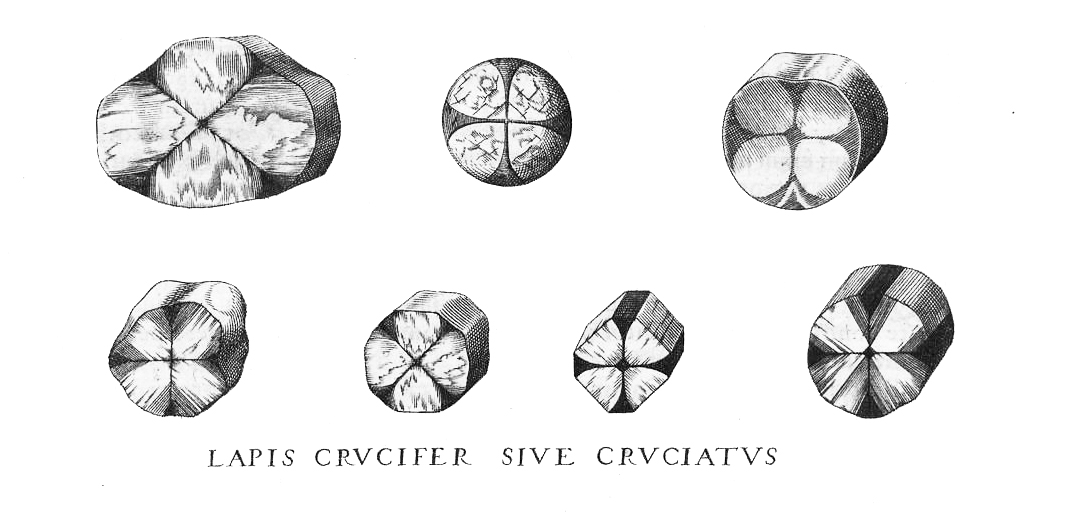
Coupes dans des cristaux d'andalousite (faciès chiastolite). Ils cristallisent en baguettes à section carrée dont la cassure transversale montre des inclusions carbonées formant des taches noires dont la répartition régulière mime une croix sombre sur fond clair.

Sainte-Brigitte est situé au cœur du domaine centre armoricain, unité géologique du Massif armoricain qui correspond à une structure s'allongeant sensiblement en direction W-E, depuis la baie de Douarnenez jusqu'au bassin de Laval. S'opposant aux bas plateaux littoraux méridionaux et septentrionaux, ce bassin sédimentaire est principalement constitué de schistes briovériens (sédiments détritiques essentiellement silto-gréseux issus de l'érosion du segment occidental de la chaîne cadomienne, accumulés sur plus de 15 000 m d'épaisseur et métamorphisés), formant un socle pénéplané sur lequel repose en discordance, dans sa partie orientale, des formations paléozoïques sédimentaires déformées lors de l'orogenèse varisque (plis d'orientation N 110° et plusieurs familles de failles d'orientations différentes).
L'anticlinal briovérien de la forêt de Quénécan et le synclinal paléozoïque (schistes ordoviciens) de Sainte-Brigitte font partie de ces plis. Les roches ont été transformées en schistes à andalousite par métamorphisme de contact lié au granite de Rostrenen. Ce métamorphisme se manifeste ainsi par la présence de gros cristaux de chiastolite (variété d'andalousite). Ces cristaux se présentent en prismes de section presque carrée. Les schistes à chiastolite ont été remarqués depuis longtemps sur leurs terres par la famille de Rohan qui les collectionne dans le château des Salles, appréciant leurs taches (en latin macula, « tache, macle ») mimant une croix (losange clair autour d'un centre charbonneux), d'où le nom de macles donnés à ces schistes (sans aucun rapport avec les macles cristallographiques. Leur beauté a incité Jean Ier de Rohan à les prendre pour emblème de la famille et faire figurer sept macles d'or sur le blason des Rohan; leurs descendants en ajoutent deux supplémentaires à partir du milieu du XVIe siècle.
Marc Gilbert de Varennes a écrit en 1640 : « Vers le chasteau des Salles sont tous marquez de temps immémorial de ces figures de macles, et que ca esté de là que les premiers Barons de ces terres fort nobles ont chargé leurs armoiries ».

Le blason à 7 macles de la Maison de Rohan
Le blason à 9 macles de la Maison de Rohan

Des macles sont représentés en motifs décoratifs sur les murs du château des Rohan à Pontivy, y compris sur les descentes d'eau en granite.

### Hydrographie
Pour un article plus général, voir Réseau hydrographique du Morbihan.
La commune est située dans le bassin Loire-Bretagne. Elle est drainée par le Blavet, le canal de Nantes à Brest, le ruisseau des Forges, le Corboulo et divers autres petits cours d'eau,.
Le cours canalisé du Blavet (canal de Nantes à Brest) borde la commune au nord sur une courte distance. En aval de l'écluse de Bellevue le Blavet commence à s'élargir pour former un lac à la suite de la construction du barrage de Guerlédan sur son cours plus en aval. Le ruisseau des Forges borde la commune à l'ouest. Il est long de 6 km. Il prend sa source près du bourg de Sainte-Brigitte et se jette dans le Blavet après avoir traversé le village des Forges des Salles. Il alimente en eau plusieurs étangs : l'étang des Salles, l'étang du Fourneau et un troisième étang situé plus en aval. 

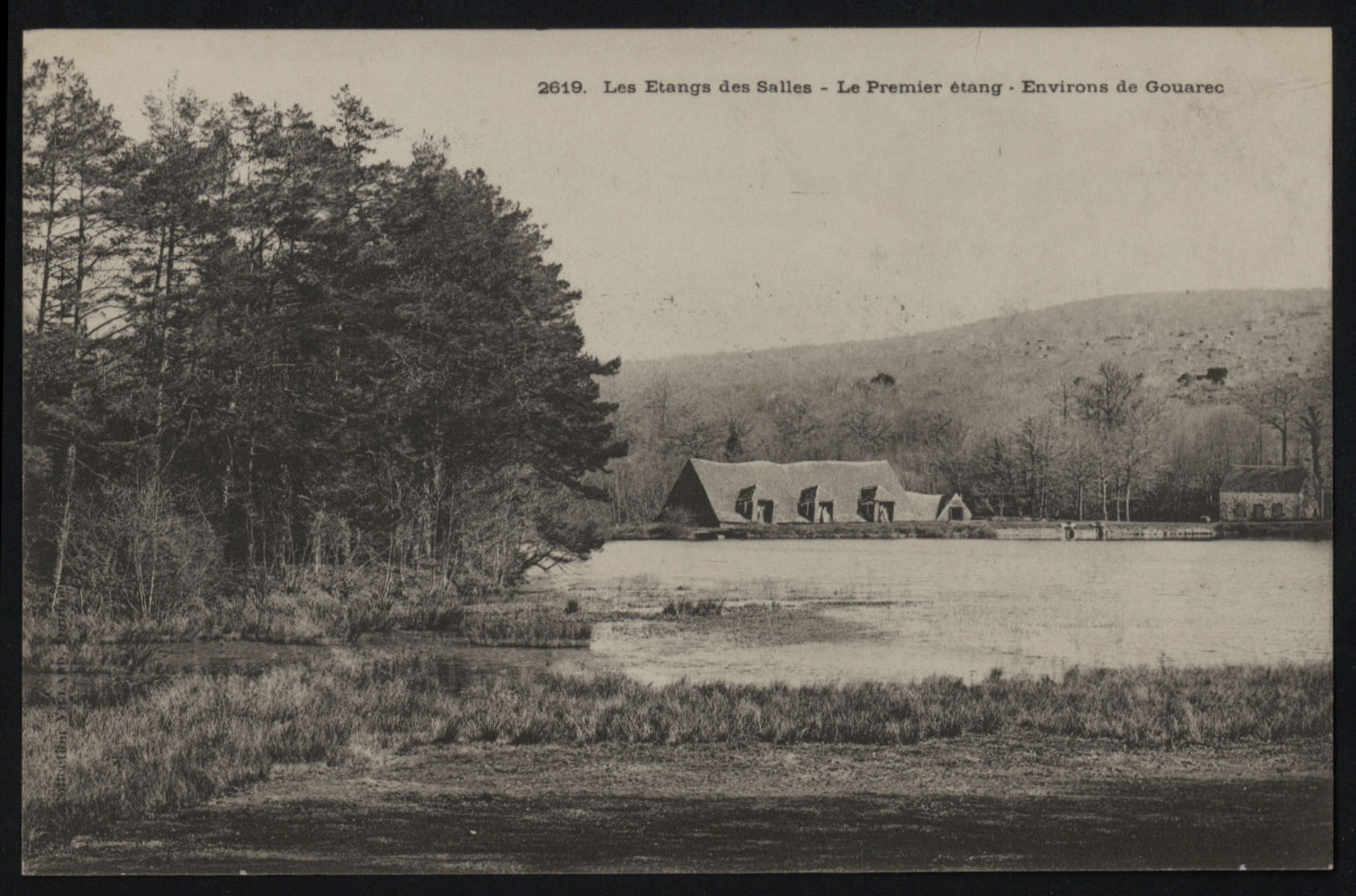
Les Étangs des Salles : premier étang (vers 1905).
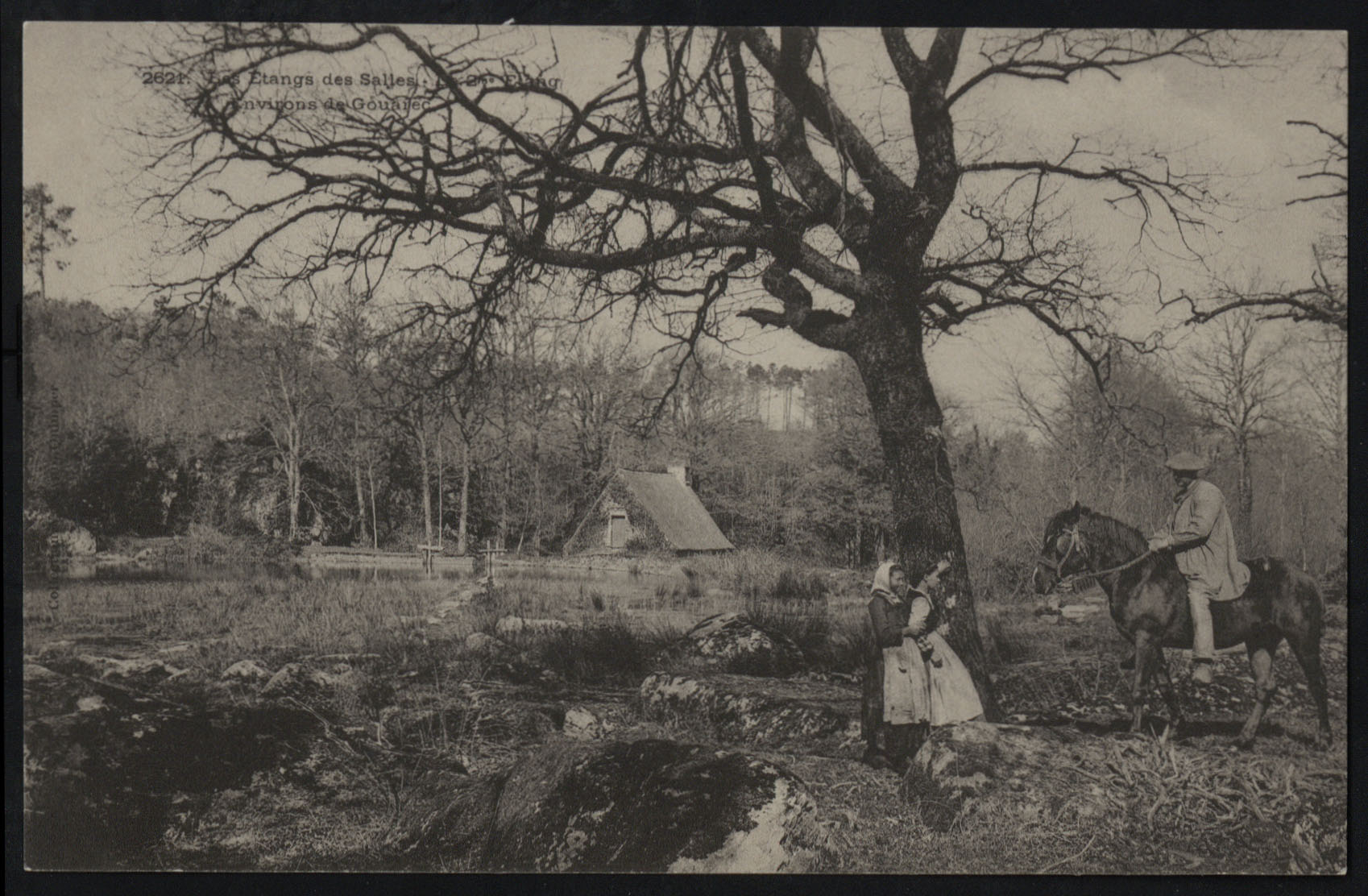
Les Étangs des Salles : deuxième étang (vers 1905).
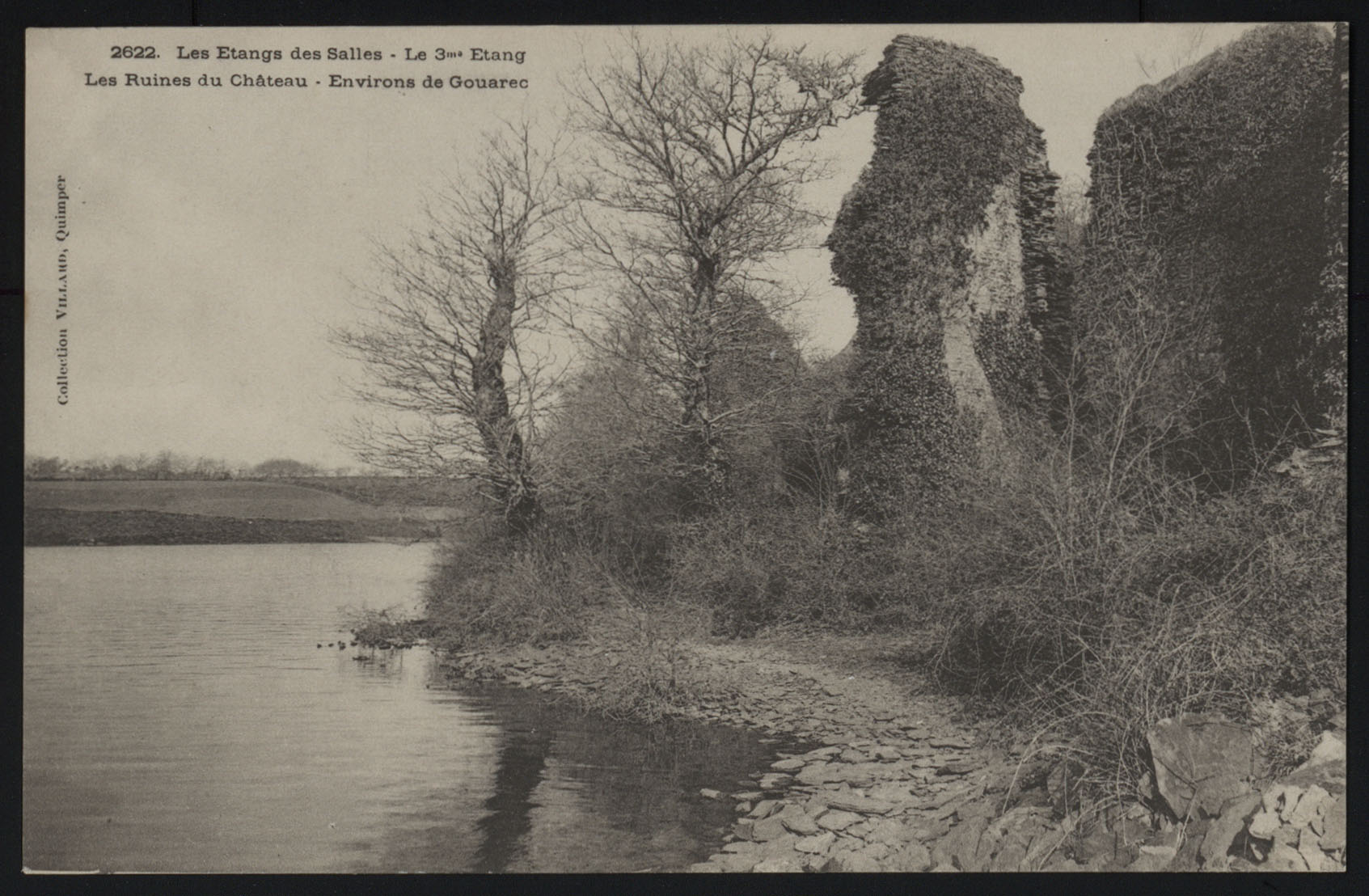
Les Étangs des Salles : troisième étang et ruines du château des Salles (vers 1905).

Le canal de Nantes à Brest est un canal, chenal et un estuaire et un cours d'eau naturel navigable sur une grande partie de son cours, d'une longueur de 364 km, prend sa source dans la commune de Nort-sur-Erdre et se jette  dans la Loire à Nantes. 

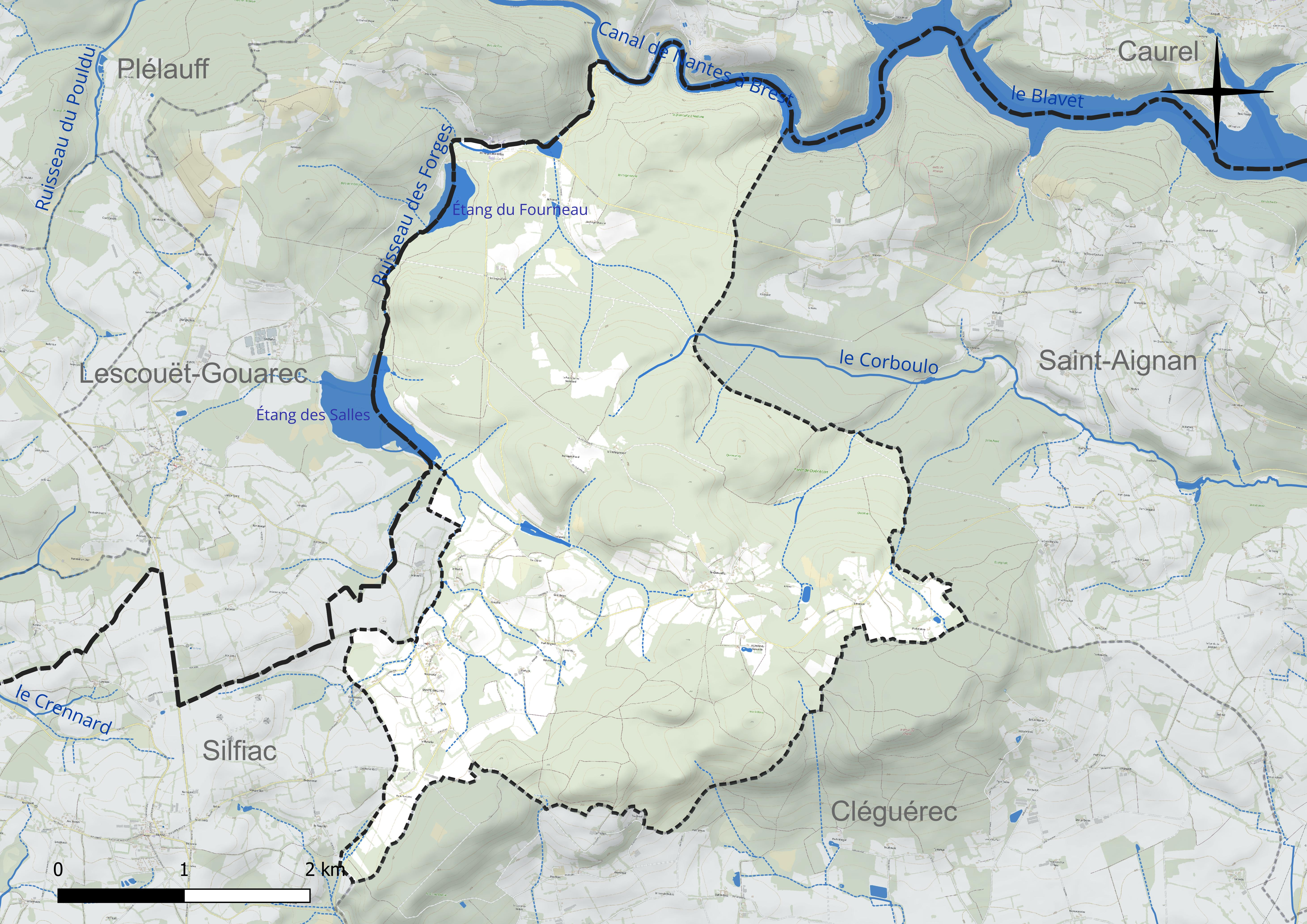
Réseau hydrographique de Sainte-Brigitte.

Trois plans d'eau complètent le réseau hydrographique : le lac de Guerlédan, d'une superficie totale de 295,4 ha (7,55 ha sur la commune), l'étang des Salles, d'une superficie totale de 35,4 ha (9,92 ha sur la commune) et l'étang du Fourneau, d'une superficie totale de 11,9 ha (8,21 ha sur la commune),.

### Climat
Pour des articles plus généraux, voir Climat de la Bretagne et Climat du Morbihan.
En 2010, le climat de la commune est de type climat océanique franc, selon une étude du CNRS s'appuyant sur une série de données couvrant la période 1971-2000. En 2020, Météo-France publie une typologie des climats de la France métropolitaine dans laquelle la commune est exposée à un climat océanique et est dans la région climatique  Finistère nord, caractérisée par une pluviométrie élevée, des températures douces en hiver (6 °C), fraîches en été et des vents forts. Parallèlement l'observatoire de l'environnement en Bretagne publie en 2020 un zonage climatique de la région Bretagne, s'appuyant sur des données de Météo-France de 2009. La commune est, selon ce zonage, dans la zone « Intérieur  », exposée à un climat médian, à dominante océanique.  
Pour la période 1971-2000, la température annuelle moyenne est de 10,4 °C, avec une amplitude thermique annuelle de 12,2 °C. Le cumul annuel moyen de précipitations est de 1 052 mm, avec 15,9 jours de précipitations en janvier et 8,4 jours en juillet. Pour la période 1991-2020, la température moyenne annuelle observée sur la station météorologique la plus proche, située sur la commune de Plouay à 32 km à vol d'oiseau, est de 11,8 °C et le cumul annuel moyen de précipitations est de 1 149,0 mm,. Pour l'avenir, les paramètres climatiques de la commune estimés pour 2050 selon différents scénarios d’émission de gaz à effet de serre sont consultables sur un site dédié publié par Météo-France en novembre 2022.

## Urbanisme

### Typologie
Au 1er janvier 2024, Sainte-Brigitte est catégorisée commune rurale à habitat très dispersé, selon la nouvelle grille communale de densité à sept niveaux définie par l'Insee en 2022.
Elle est située hors unité urbaine. Par ailleurs la commune fait partie de l'aire d'attraction de Pontivy, dont elle est une commune de la couronne,. Cette aire, qui regroupe 16 communes, est catégorisée dans les aires de moins de 50 000 habitants,.

### Occupation des sols

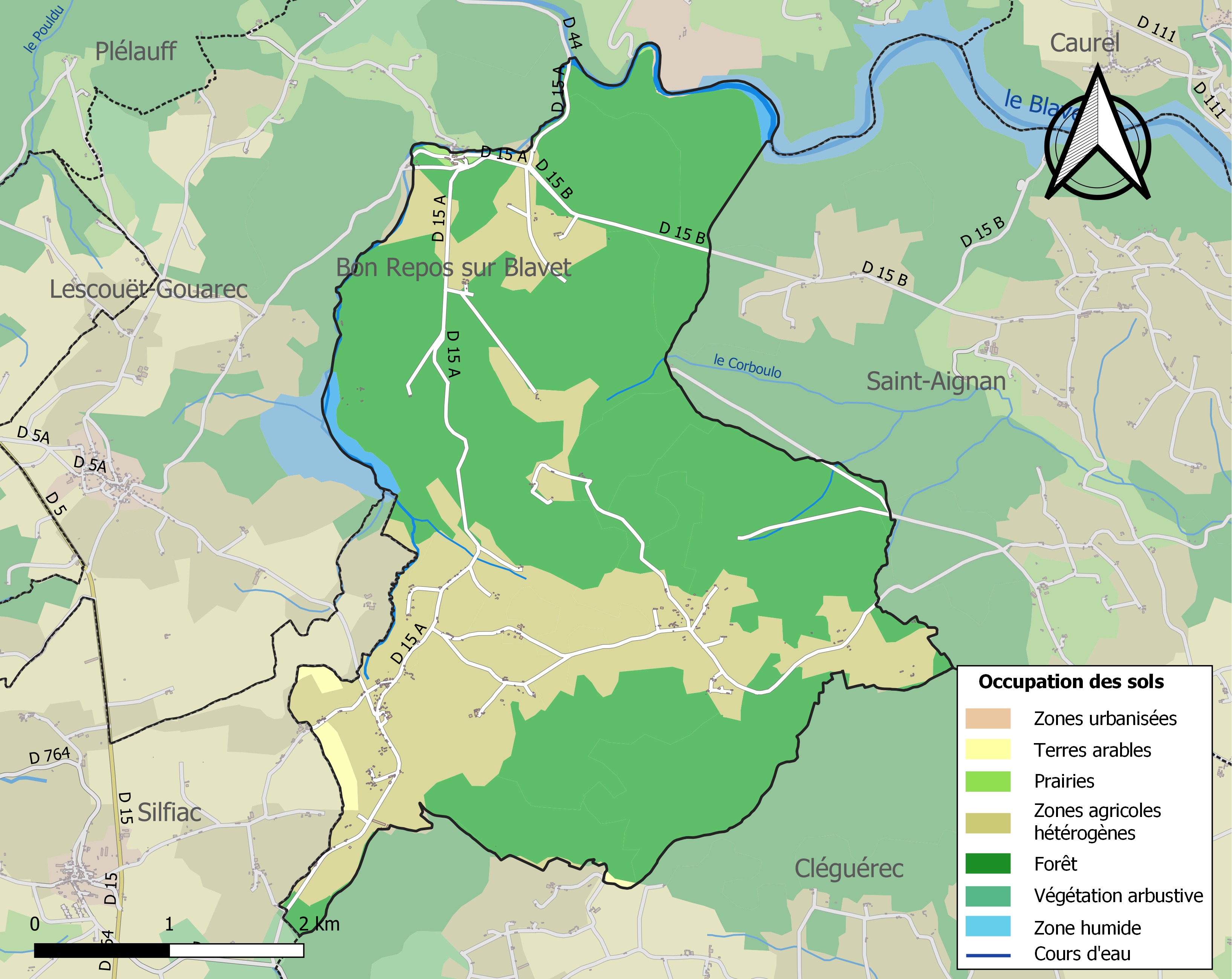
Carte des infrastructures et de l'occupation des sols de la commune en 2018 (CLC).

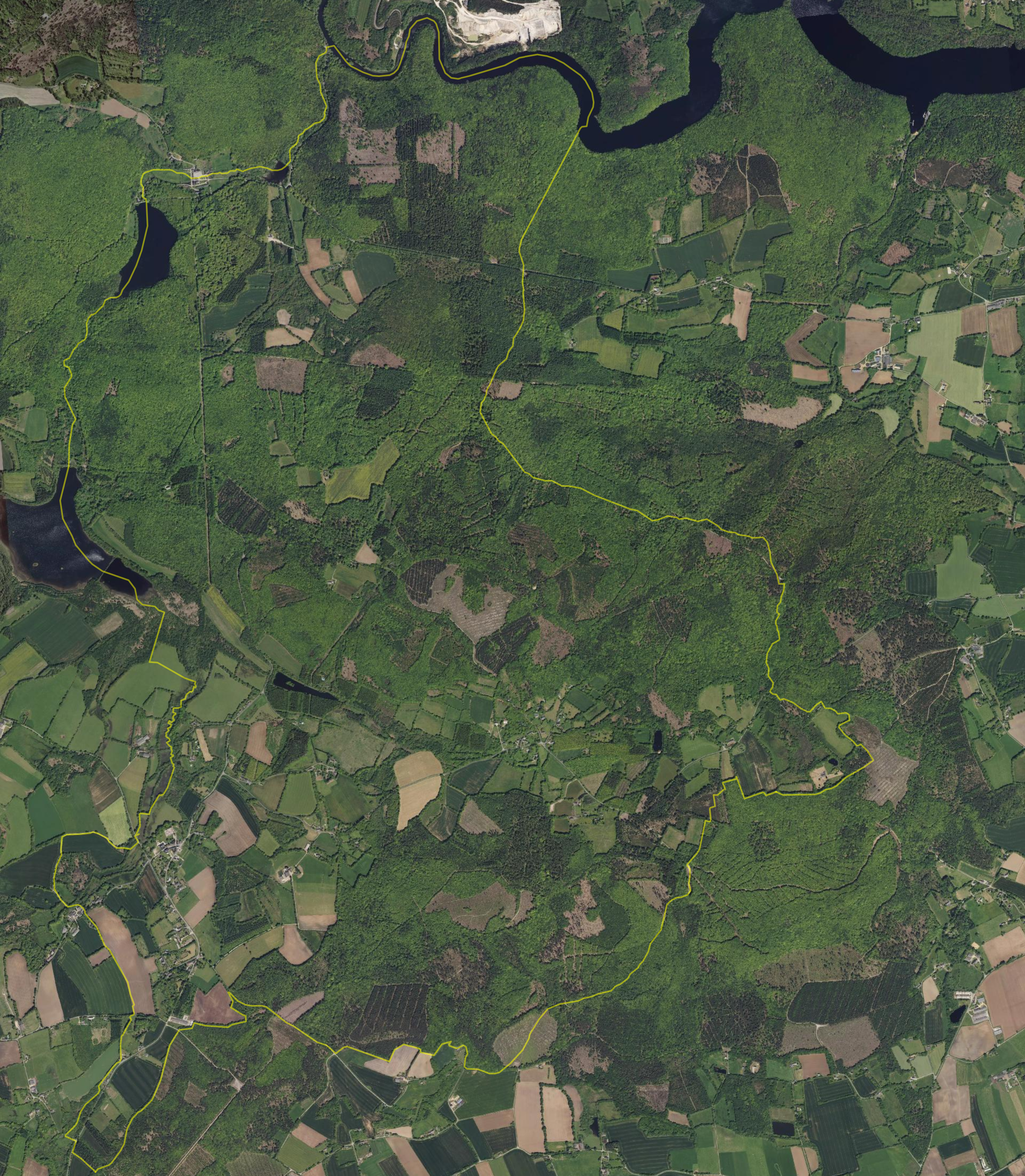
Carte orthophotographique de la commune de Sainte-Brigitte.

Le tableau ci-dessous présente l'occupation des sols de la commune en 2018, telle qu'elle ressort de la base de données européenne d’occupation biophysique des sols Corine Land Cover (CLC). L'occupation des sols met en évidence la nette prédominance de la forêt sur les terres agricoles (67,4 % contre 31,5 %). La commune est en effet située dans le massif forestier de Quénécan. Par ailleurs les essences de feuillus sont prédominantes dans la forêt par rapport aux essences de conifères. Les terres agricoles ont conservé leur structure bocagère.
| Type d’occupation                                                                   | Pourcentage | Superficie (en hectares) |
| ----------------------------------------------------------------------------------- | ----------- | ------------------------ |
| Extraction de matériaux                                                             | 0,1 %       | 1,7                      |
| Terres arables hors périmètres d'irrigation                                         | 0,9 %       | 15,3                     |
| Prairies et autres surfaces toujours en herbe                                       | 0,3 %       | 4,7                      |
| Systèmes culturaux et parcellaires complexes                                        | 20,0 %      | 352                      |
| Surfaces essentiellement agricoles interrompues par des espaces naturels importants | 11,2 %      | 197                      |
| Forêts de feuillus                                                                  | 47,4 %      | 833                      |
| Forêts de conifères                                                                 | 10,0 %      | 176                      |
| Forêts mélangées                                                                    | 10,0 %      | 176                      |
| Forêt et végétation arbustive en mutation                                           | 2,1 %       | 90                       |
| Source : Corine Land Cover                                                          |             |                          |

## Histoire

### Moyen Âge
Sainte-Brigitte était autrefois une simple trève de la paroisse de Cléguérec.
Selon un aveu de 1471 la châtellenie de Gouarec, un des trois membres de la vicomté de Rohan, « s'étendait sur treize paroisses ou trèves : Plouray, Mellionec, Plouguernével, Saint-Gilles, Gouarec, Plélauf, Lescouët, Penret ou Perret, Sainte-Brigitte, Silfiac, Cléguérec (partie nord), Saint-Aignan, Saint-Caradec, Trégomel. La résidence seigneuriale, dans cette châtellenie, était le château de Penret, aussi appelé le château des Salles, en Sainte-Brigitte ».

### Le château des Salles de Rohan

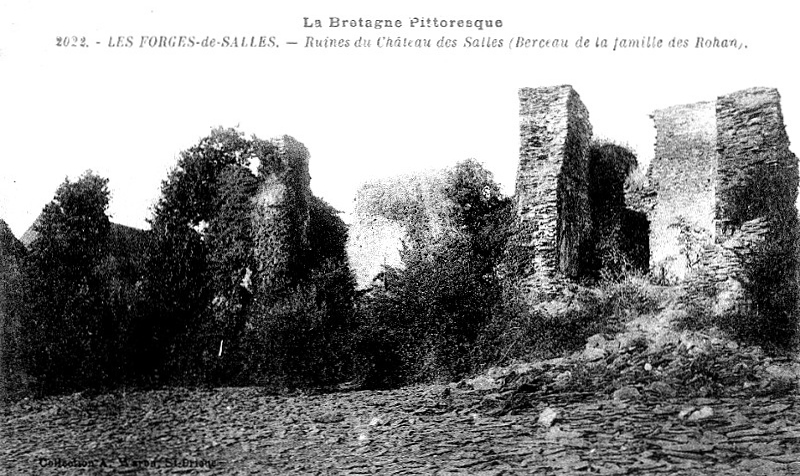
Les ruines du château des Salles, qui appartint à la famille de Rohan, vers 1930 (carte postale).

Le château des Salles de Rohan, dit aussi Penret, ou encore Pen-Raithé, situé dans la forêt de Quénécan, à la limite de Sainte-Brigitte et Perret, édifié initialement sur les ruines d’une motte féodale par un vicomte de Rohan, Alain Ier de Rohan, en 1128, est reconstruit à la fin du XIVe siècle par Alain VIII de Rohan. Le terme « Salles » vient de l'ancien français et désigne un logis. Le château des Salles de Rohan appartient au réseau de forteresses des Rohan (Pontivy, Josselin, etc). Il contrôle un site connu très tôt pour la fabrication du fer : on voit encore, sur la plage de l’étang, des pierres cristallisées, les fameuses “macles” qui ornent le blason des Rohan. Minerai et charbon de bois issus de la forêt de Quénécan alimentèrent le premier haut fourneau de Sainte-Brigitte créé dès 1440 par Alain IX de Rohan.

### Époque moderne

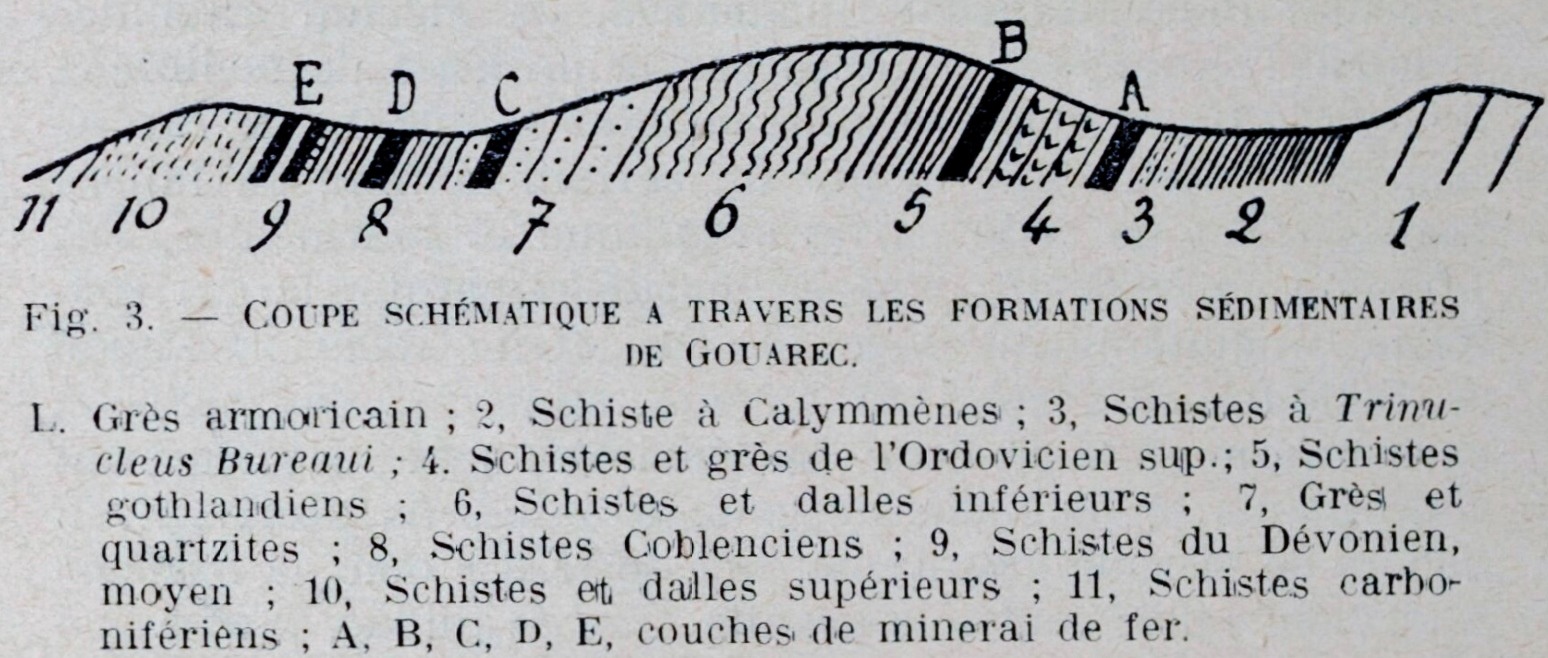
Coupe géologique de la région de Gouarec montrant notamment le minerai de fer (F. Kerforne, 1920).

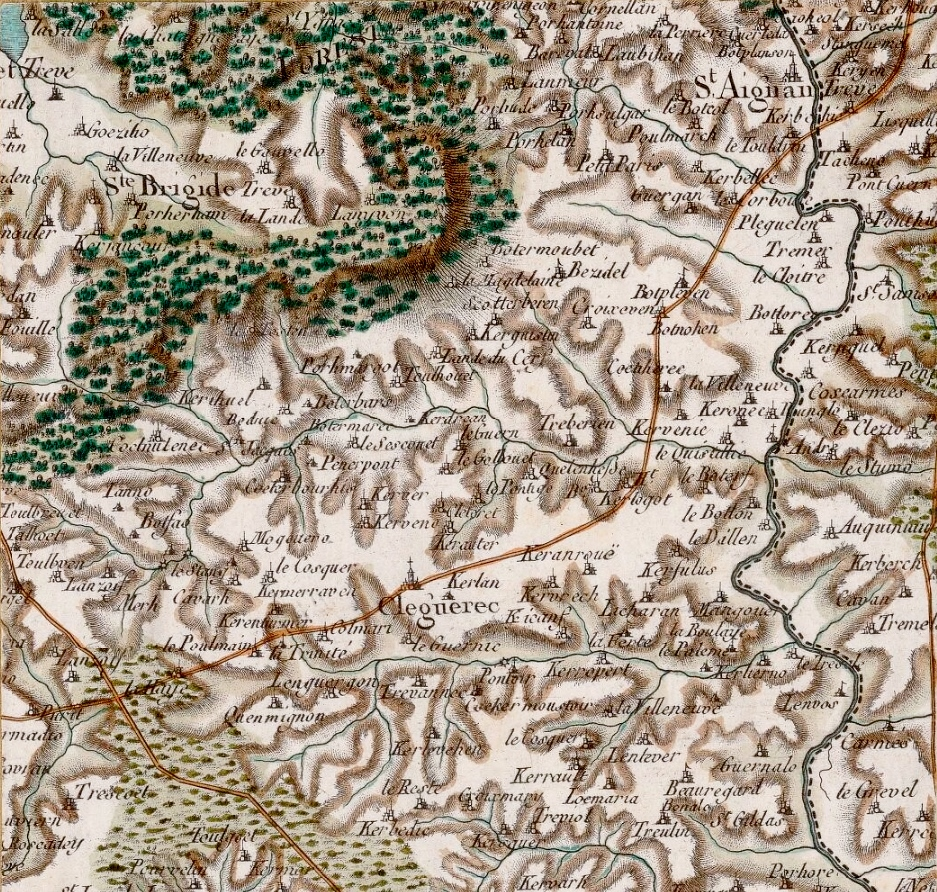
Carte de Cassini de la paroisse de Cléguérec et de ses trèves de Sainte-Brigitte (Sainte-Brigide) et Saint-Aignan (1787).

La nouvelle forge des Salles de Rohan fondée en 1622 ou 1623 par le duc Henri II de Rohan permit le rassemblement à cet endroit d’une communauté d’une douzaine de familles huguenotes comprenant le premier adjudicataire des forges, Geoffroy de Fineman, sieur d’Angicourt, venu des Ardennes. Ceux-ci sont à l'origine de la communauté protestante locale.
Après une décadence au début du XVIIIe siècle, les forges redevinrent plus actives un peu avant la Révolution française et connurent leur apogée vers le milieu du XIXe siècle, mais déclinèrent à partir de 1870 pour fermer dès 1880.

### Révolution française
Sainte-Brigitte fut érigée en commune en 1790 et en paroisse en 1820.

### LeXIXesiècle
A. Marteville et P. Varin, continuateurs d'Ogée, décrivent ainsi Sainte-Brigitte en 1853 :

« Sainte-Brigitte, commune formée de l'ancienne trève de Cléguérec ; aujourd'hui succursale. (...) Principaux villages : les Loges-Bauchet, les Loges-Collet, les Salles, la Châtaigneraie, Villeneuve, Kerjancour, le Rohello, Guerdreux, 
Le Gouvello. Maison notable : château des Salles. (...) Moulin à eau des Salles. La forêt de Quénécan couvre plus de la moitié du territoire de Sainte-Brigitte, et s'étend dans les communes voisines. Cette vaste forêt ne produit, en majeure partie, que du bois très chétif ; cependant elle alimente le haut-fourneau des Salles. Cette usine tire son nom de l'ancien château (aujourd'hui en ruines), qui appartenait, jadis, à la Maison de Rohan. Aux environs de l'étang qui la joint, on trouve la pierre dite macle, dont l'aspect est celui d'une croix grecque. Géologie : les schistes coquilliers et maclifères abondent ; ils sont en général à fleur de terre, et la végétation, peu riche en cette localité, est encore empiré par une pente générale des terrains vers le nord. Le bourg est jeté à l'une des extrémités de la commune (vers le sud-ouest), et sur l'ancienne route de Pontivy à Rostrenen. On parle le breton. »

Selon les mêmes auteurs, au milieu du XIXe siècle, l'occupation des sols de la commune d'après le cadastre était la suivante : on comptait 1025 hectares de bois (58 % des terres), 313 ha de terres labourables (18 % des terres), 198 ha de landes et de friches (11 % des terres), 164 ha de prés et de pâturages (9 % des terres), 26 ha d'étangs (1,5 % des terres), 18 ha de vergers et jardins (1 % des terres), 6 ha de terrains bâtis (moins de 1 % des terres) pour une superficie totale de 1774 hectares et 52 ares
.

### LeXXesiècle

#### La Première Guerre mondiale

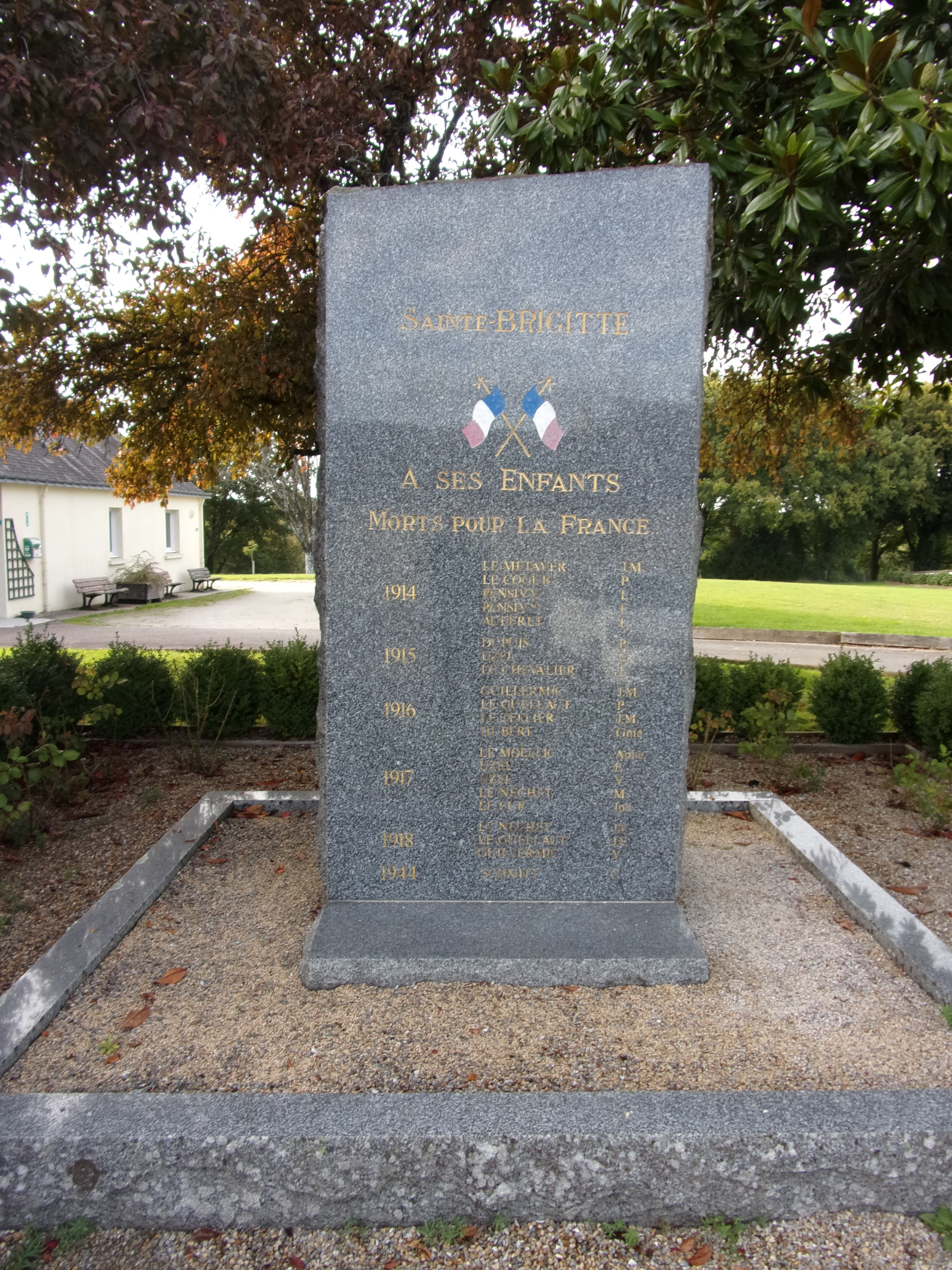
Monument aux morts de Sainte-Brigitte.

Le monument aux morts de Sainte-Brigitte porte les noms de 20 soldats morts pour la France pendant la Première Guerre mondiale; tous décédés sur le sol français. Parmi eux 3 s'appelaient Uzel, 2 Le Néchet et 2 Pensivy. Le premier à être tombé sur le champ d'honneur est Louis Auffret le 3 septembre 1914 à Louvercy.

#### L'Entre-deux-guerres

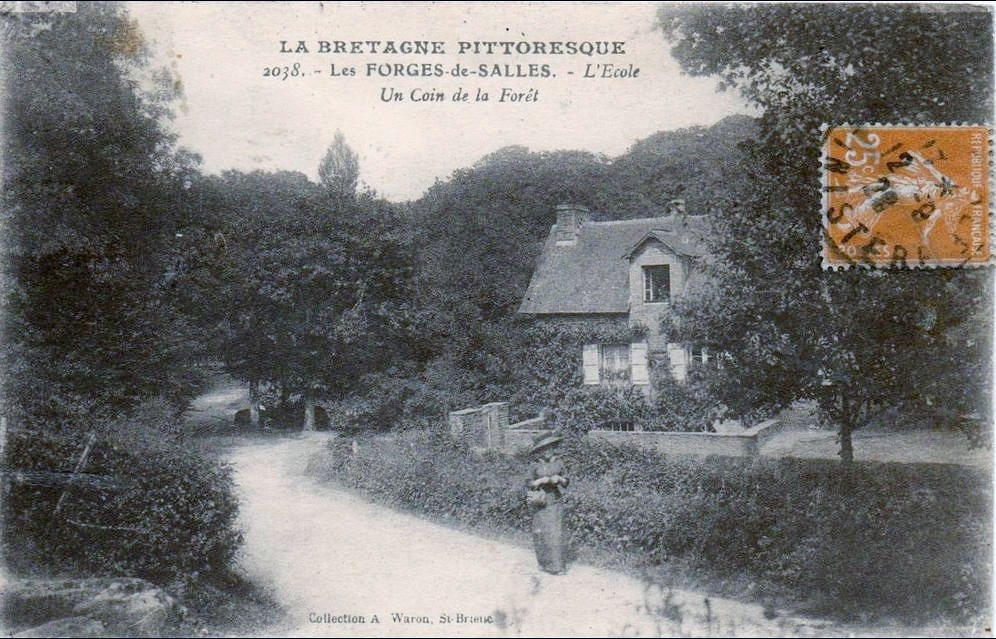
Sainte-Brigitte : l'école de Forges des Salles dans la décennie 1920 (carte postale).

## Politique et administration

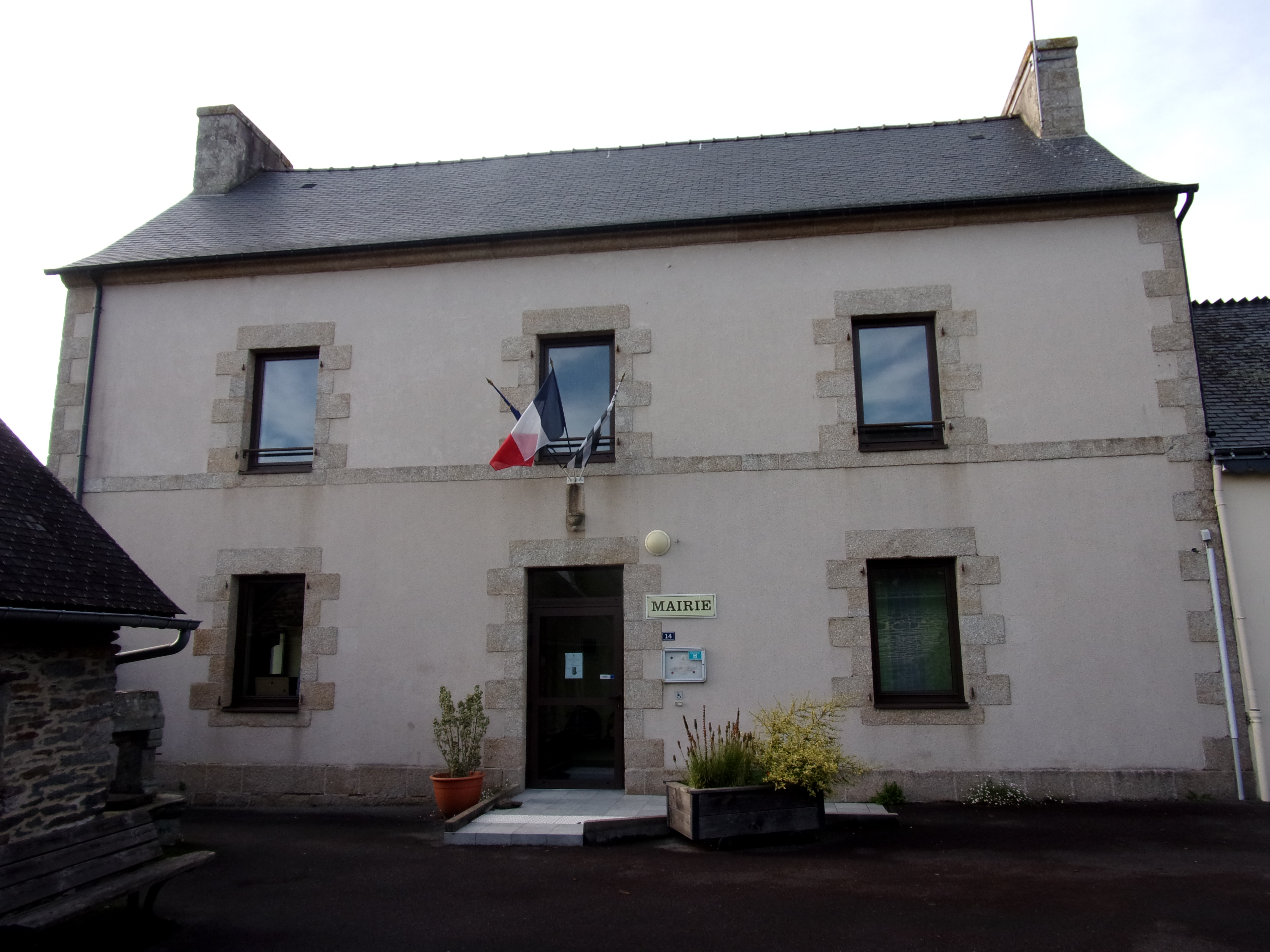
Mairie de Sainte-Brigitte.

| Période                                  | Période                   | Identité              | Étiquette | Qualité                                       |
| ---------------------------------------- | ------------------------- | --------------------- | --------- | --------------------------------------------- |
| Les données manquantes sont à compléter. |                           |                       |           |                                               |
| 2001                                     | 2008                      | Etienne Pinsivy       | DVG       |                                               |
| 2008                                     | 26 mai 2020               | Jean-François Désiles |           |                                               |
| 26 mai 2020                              | En cours (au 29 mai 2020) | Stéphane du Pontavice |           | Propriétaire du village des forges des Salles |

## Démographie
L'évolution du nombre d'habitants est connue à travers les recensements de la population effectués dans la commune depuis 1793. Pour les communes de moins de 10 000 habitants, une enquête de recensement portant sur toute la population est réalisée tous les cinq ans, les populations de référence des années intermédiaires étant quant à elles estimées par interpolation ou extrapolation. Pour la commune, le premier recensement exhaustif entrant dans le cadre du nouveau dispositif a été réalisé en 2004.

En 2022, la commune comptait 178 habitants, en évolution de +0,56 % par rapport à 2016 (Morbihan : +3,82 %, France hors Mayotte : +2,11 %).
| 1793 | 1800 | 1806 | 1821 | 1831 | 1836 | 1841 | 1846 | 1851 |
| ---- | ---- | ---- | ---- | ---- | ---- | ---- | ---- | ---- |
| 791  | 672  | 655  | 729  | 743  | 787  | 758  | 813  | 765  |

| 1856 | 1861 | 1866 | 1872 | 1876 | 1881 | 1886 | 1891 | 1896 |
| ---- | ---- | ---- | ---- | ---- | ---- | ---- | ---- | ---- |
| 700  | 700  | 747  | 632  | 684  | 665  | 675  | 640  | 657  |

| 1901 | 1906 | 1911 | 1921 | 1926 | 1931 | 1936 | 1946 | 1954 |
| ---- | ---- | ---- | ---- | ---- | ---- | ---- | ---- | ---- |
| 628  | 646  | 666  | 648  | 634  | 553  | 505  | 453  | 357  |

| 1962 | 1968 | 1975 | 1982 | 1990 | 1999 | 2004 | 2006 | 2009 |
| ---- | ---- | ---- | ---- | ---- | ---- | ---- | ---- | ---- |
| 320  | 237  | 195  | 186  | 141  | 166  | 162  | 155  | 166  |

| 2014 | 2019 | 2022 | - | - | - | - | - | - |
| ---- | ---- | ---- | - | - | - | - | - | - |
| 180  | 179  | 178  | - | - | - | - | - | - |

Sainte-Brigitte a perdu 79 % de sa population entre 1851 et 1999, passant de 765 à 166 habitants entre ces deux dates. Pour la période 1851-1990 c'est la commune de Bretagne qui a perdu le plus d'habitants en valeur relative (82 % entre ces deux dates). Cette commune a conjugué plusieurs facteurs défavorables : situation au cœur de l'Argoat, altitude "élevée", agriculture pauvre, situation en limite départementale ; à cela s'est ajouté la fermeture en 1880 de la sidérurgie des Forges-de-la-Salle qui employait près de 400 salariés.

## Lieux et monuments
- Église Sainte-Brigitte, des XVe siècle et XIXe siècle. Elle ne possède pas de clocher. L’unique cloche se trouve à l'extérieur, accrochée dans un support haut, construit en maçonnerie. La chapelle accolée date de 1843 et la sacristie de 1878.

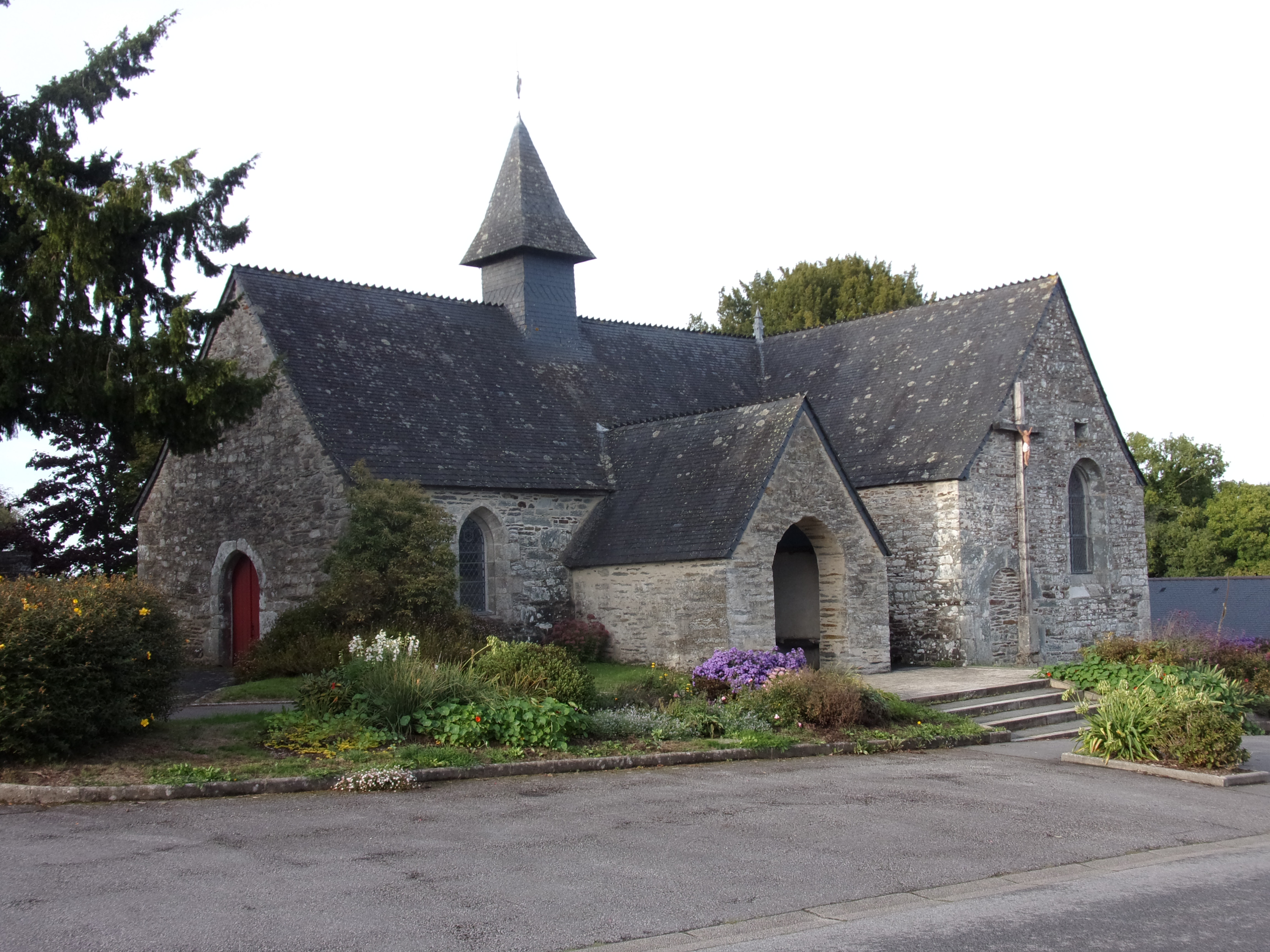
Côté sud et pignon ouest de l'église.
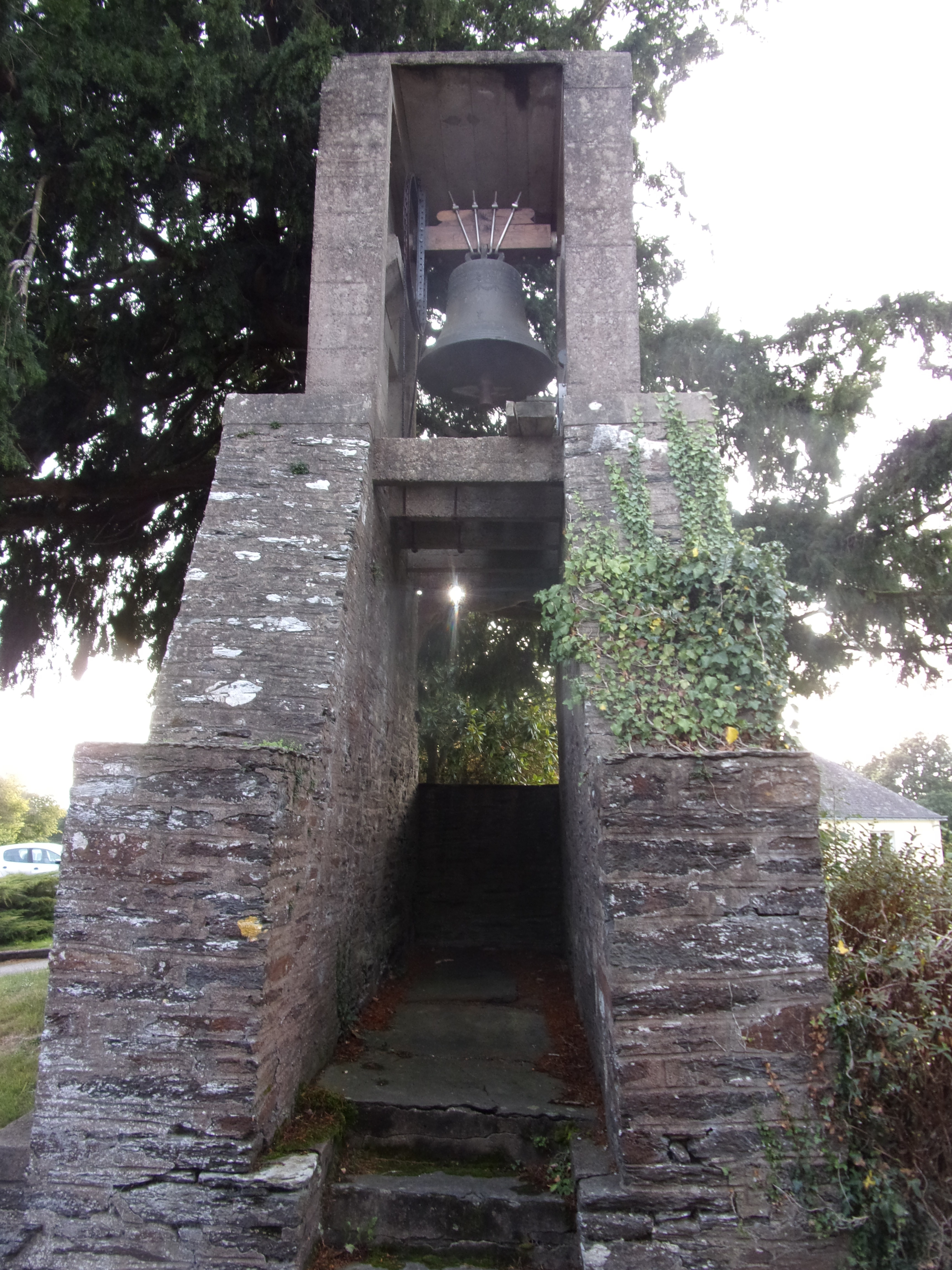
La cloche accrochée à son support indépendant à l'extérieur de l'église.

- Anciennes forges des Salles, du XVIIIe siècle, également sur commune de Perret, dans les Côtes-d'Armor, inscrites au titre des Monuments historiques[39].

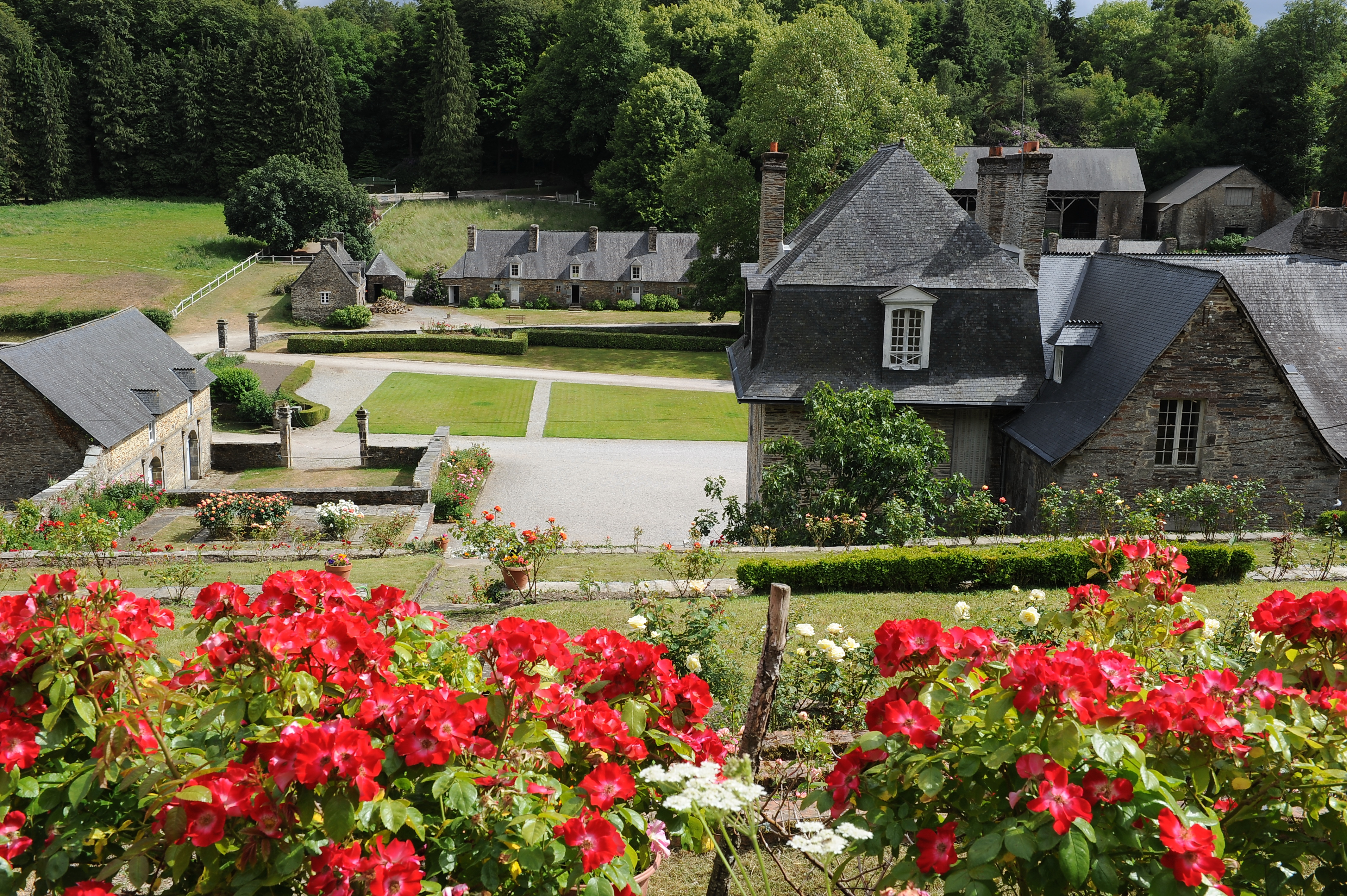
Le village sidérurgique des Forges des Salles.
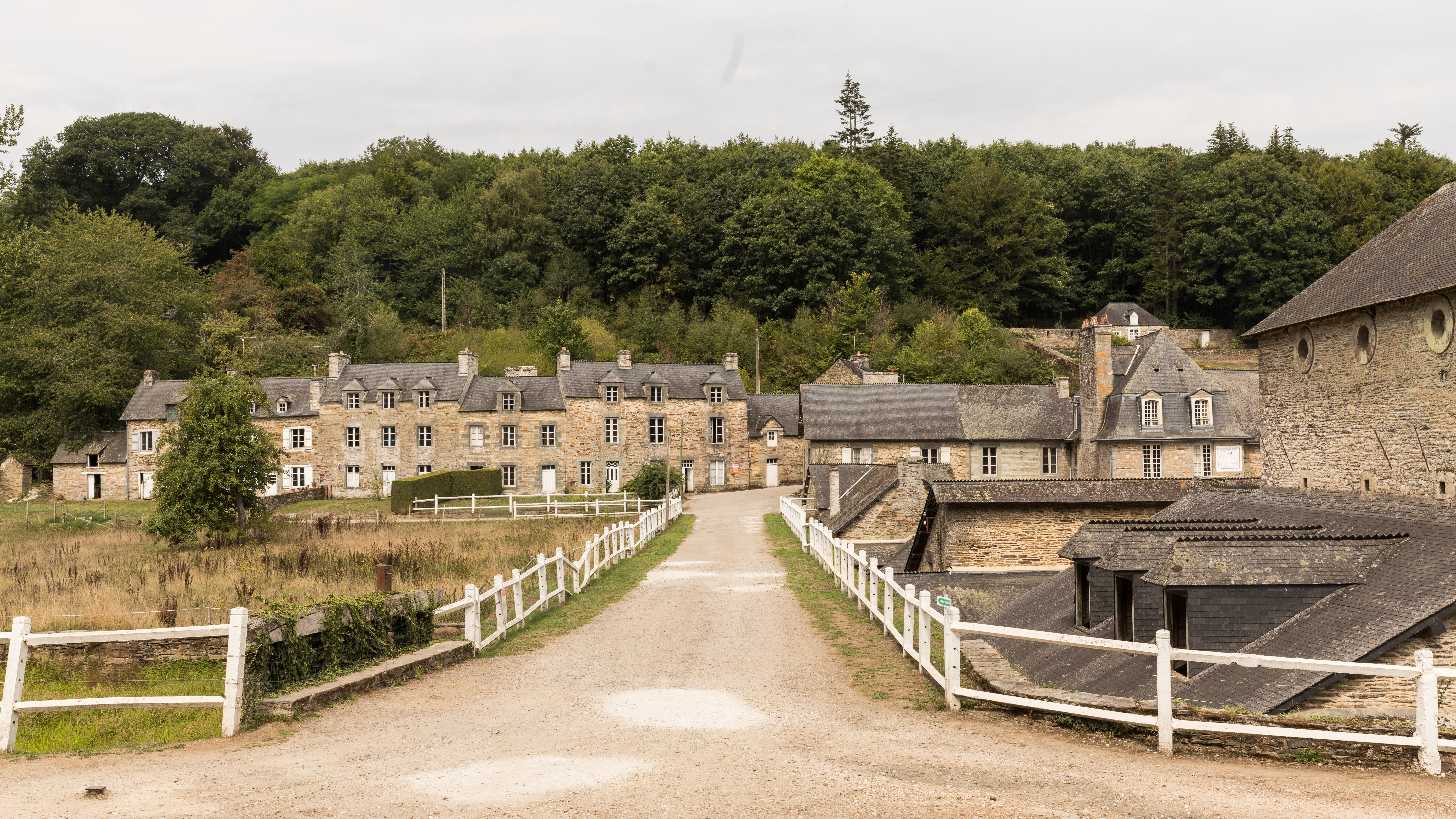
Les Forges des Salles : vue d'ensemble du village.
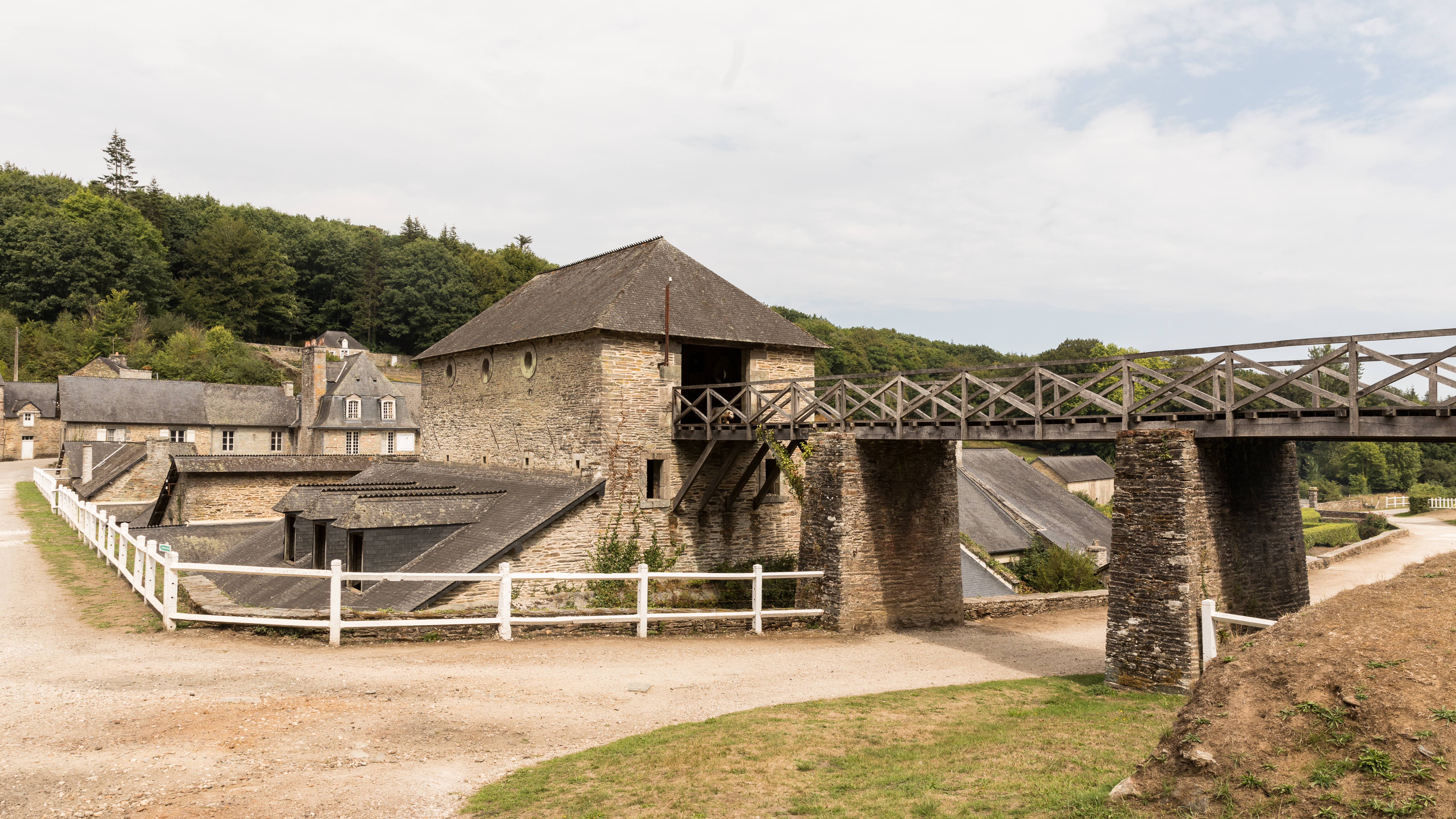
Les Forges des Salles v vue partielle.
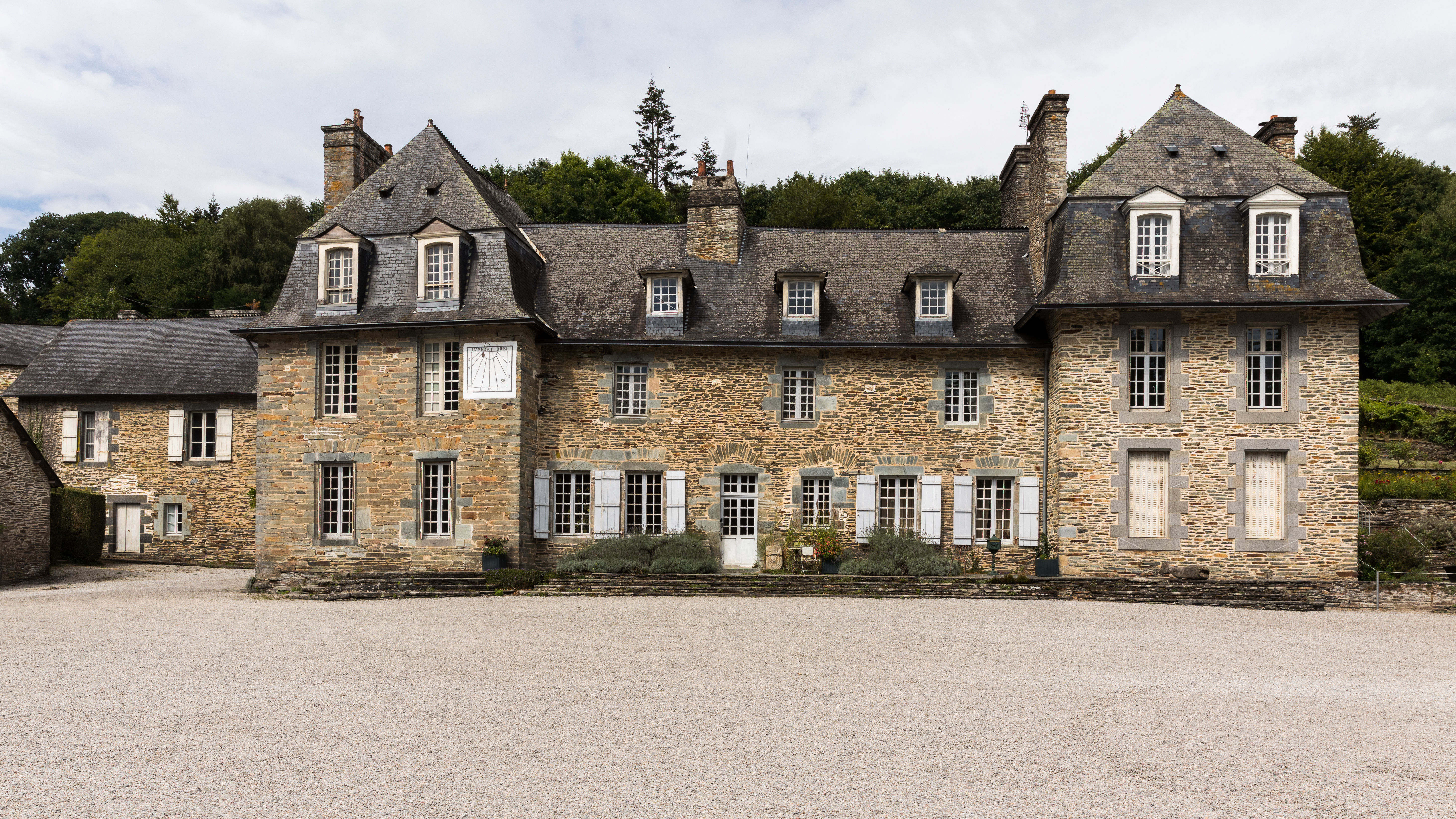
Les Forges des Salles : la maison du maître de forges.

- Le village du Gouvello (Les Forges en français) et ses maisons en schiste bleu de Boduic. Il était jadis habité par des forgerons et il pourrait avoir été le siège d'une exploitation de minerai de fer par la famille de Rohan dès 1566, avant que l'activité ne se déplace et ne se développe aux Forges des Salles.

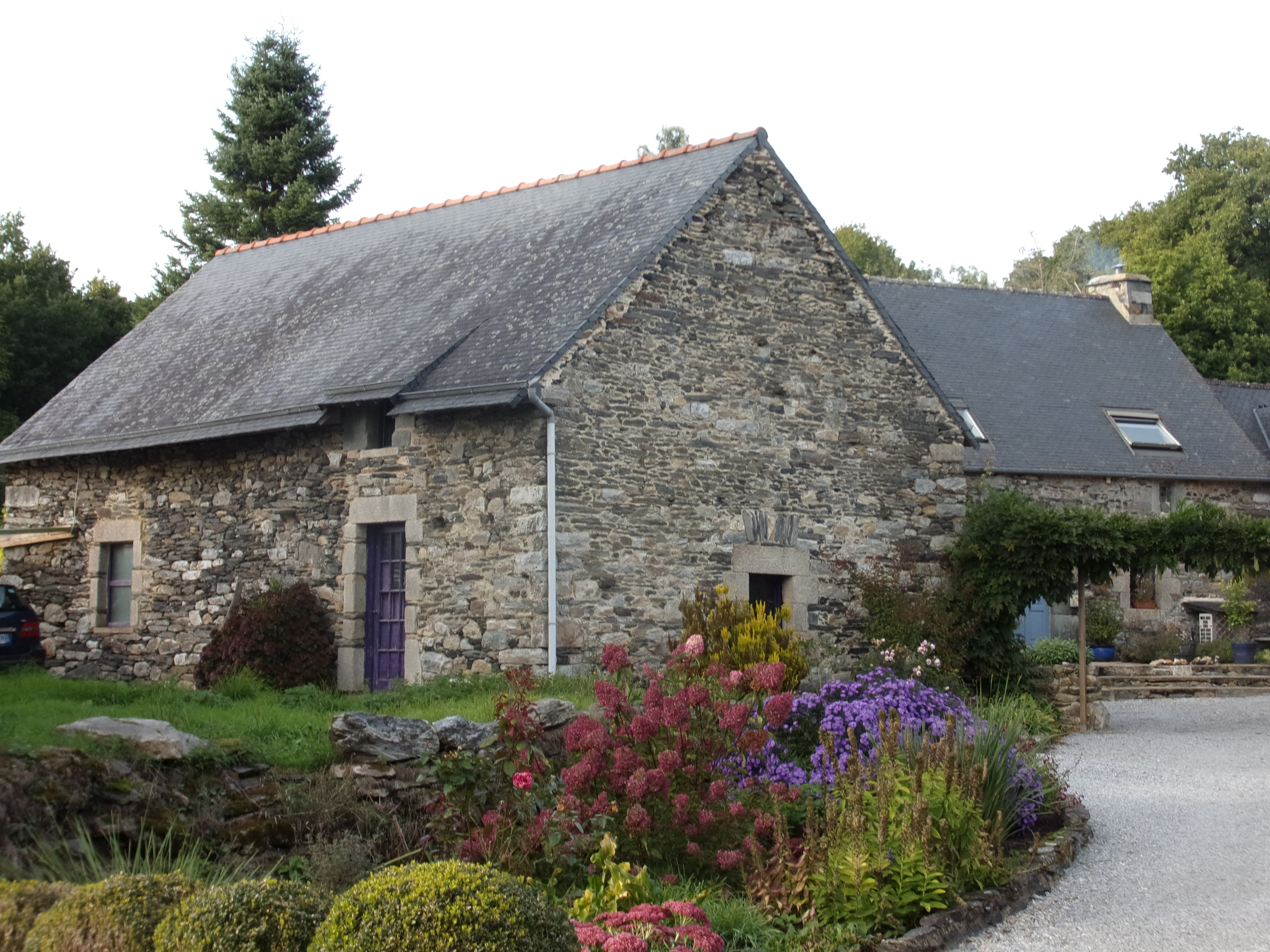
Maisons en schiste bleu de Boduic du village de Le Gouvello.

- Le château des Salles dont il ne subsiste que des vestiges. Il est situé au bord de l'étang des Salles. Il est inscrit à l'inventaire général du patrimoine culturel[40].

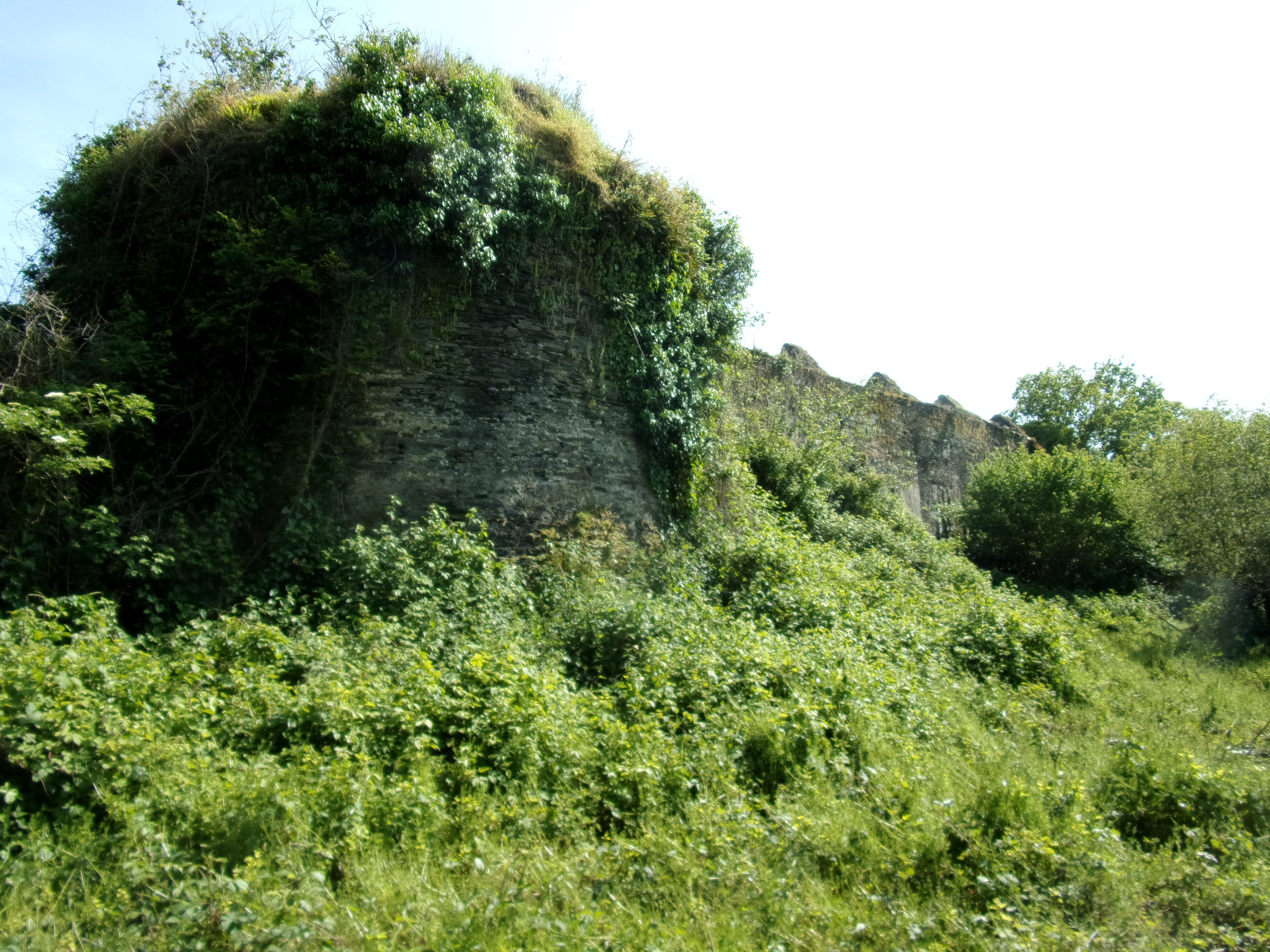
Vestiges du château des Salles perdus dans la végétation. Une grosse tour ronde est visible au premier plan.

- L'étang des Salles. Il est situé à cheval sur les communes de Sainte-Brigitte et Bon Repos sur Blavet. Il est alimenté par le ruisseau des Forges, un affluent du Blavet.

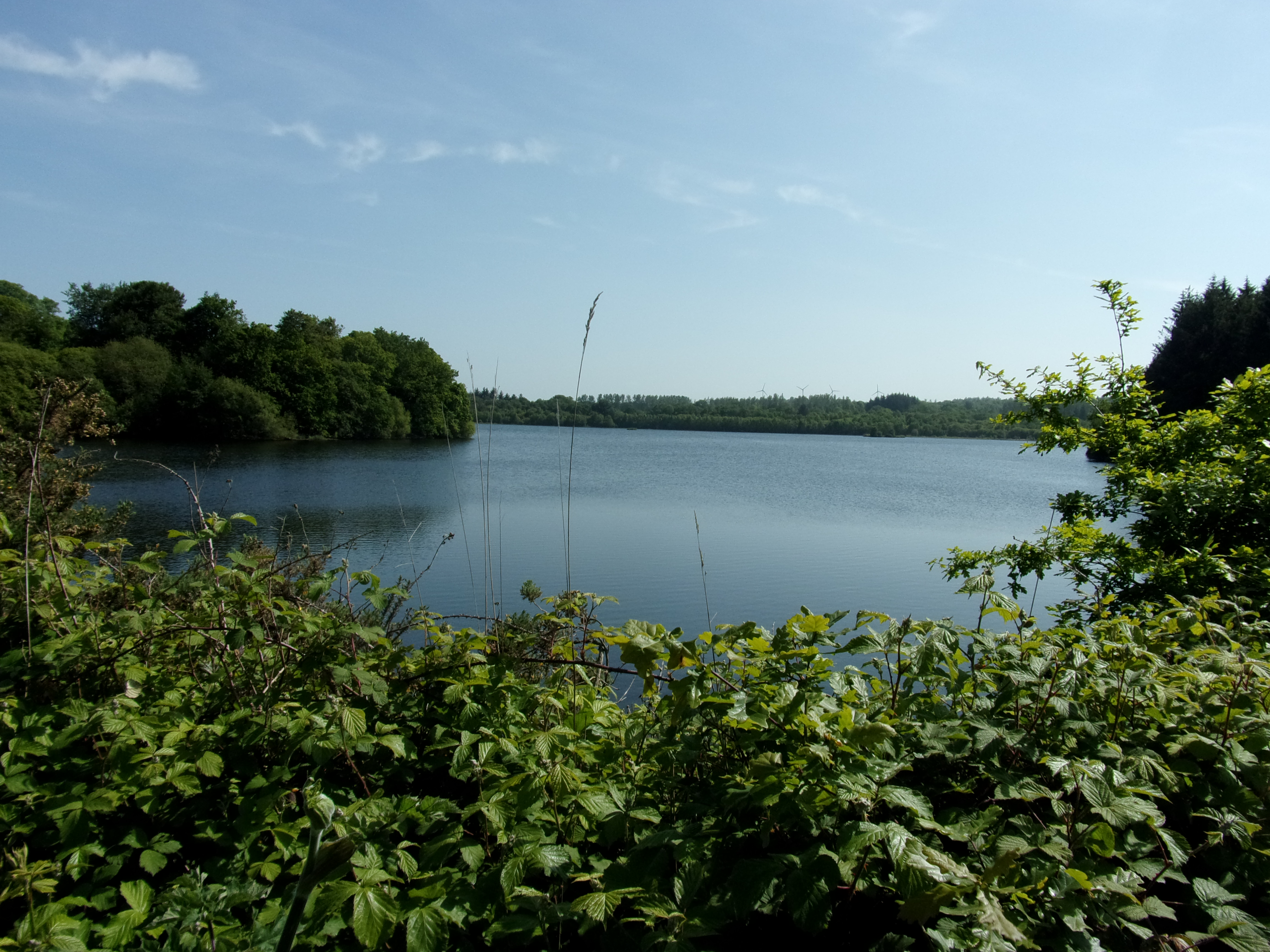
L'étang des Salles.

## Personnalités liées à la commune
- Herri ar Borgn (1937-2015), écrivain et poète bretonnant est né dans la commune[41].